# 李際春 (嘉靖進士)
李際春（1532年—1586年），字應元，號槐亭，河南開封府杞縣青龍崗村（今西寨鄉黃土崗村）人。明朝政治人物。

## 生平
嘉靖三十四年乙卯科（1555年）河南鄉試第十五名舉人。嘉靖三十五年（1556年）中式丙辰科會試第二百十六名，三甲第五名進士。通政司观政，授行人司行人，三十七年四月充琉球册封副使，与正使刑科右给事中郭汝霖册封琉球国中山王尚清世子尚元为中王山，至福建以风阻未行，四十一年（1562年）以副使冊封琉球國尚元王，六月歸國後升任尚寶司司丞，四十四年四月升本司少卿，四十五年二月升南京太仆寺少卿，隆慶二年（1568年）四月改北京，升太常寺卿，六年四月升通政使。四年正月升鸿胪寺卿，萬曆元年（1573年）九月兵科左给事中蔡汝贤参李际春，言福建按臣刘良弼奏海贼入犯事情，际春稽阁六日方进御前，泄泄若此，万一虏骑长驱，边烽告警，其不失误军机者几希，际春竟坐改调南京。因不欲諂媚张居正，辭職歸里。萬曆十四年（1586年）十二月卒，賜祭葬。

## 家族
曾祖李美；祖父李岳；父李東魯，歲贡封南京太仆寺少卿；母孔氏，贈恭人；繼母邊氏，封恭人。兄芬春、芳春、華春、弟李茂春（進士）、宜春。